# 힙합 쿠테타
《힙합 쿠테타》(영어: Light It Up)는 미국에서 제작된 크레이그 벌로틴 감독의 1999년 드라마 영화이다. 어셔, 포리스트 휘터커 등이 출연하였고, 트레이시 E. 에드먼즈 등이 제작에 참여하였다.

## 출연진
- 어셔 레이먼드
- 포리스트 휘터커
- 로자리오 도슨
- 로버트 리샤드
- 저드 넬슨
- 프레드로 스타
- 세라 길버트
- 클리프턴 콜린스 주니어
- 글린 터먼
- 빅 폴리조스
- 버네사 L. 윌리엄스

## 기타 제작진
- 공동 제작: 헬레나 에처고이언
- 공동 총괄 제작: 데이비드 스타크
- 배역: 로비 리드흄스
- 미술: 로런스 G. 폴
- 의상: 샐버도어 퍼레즈 주니어
- 음악 감독: 마이클 매퀀